# Ectrodactylie

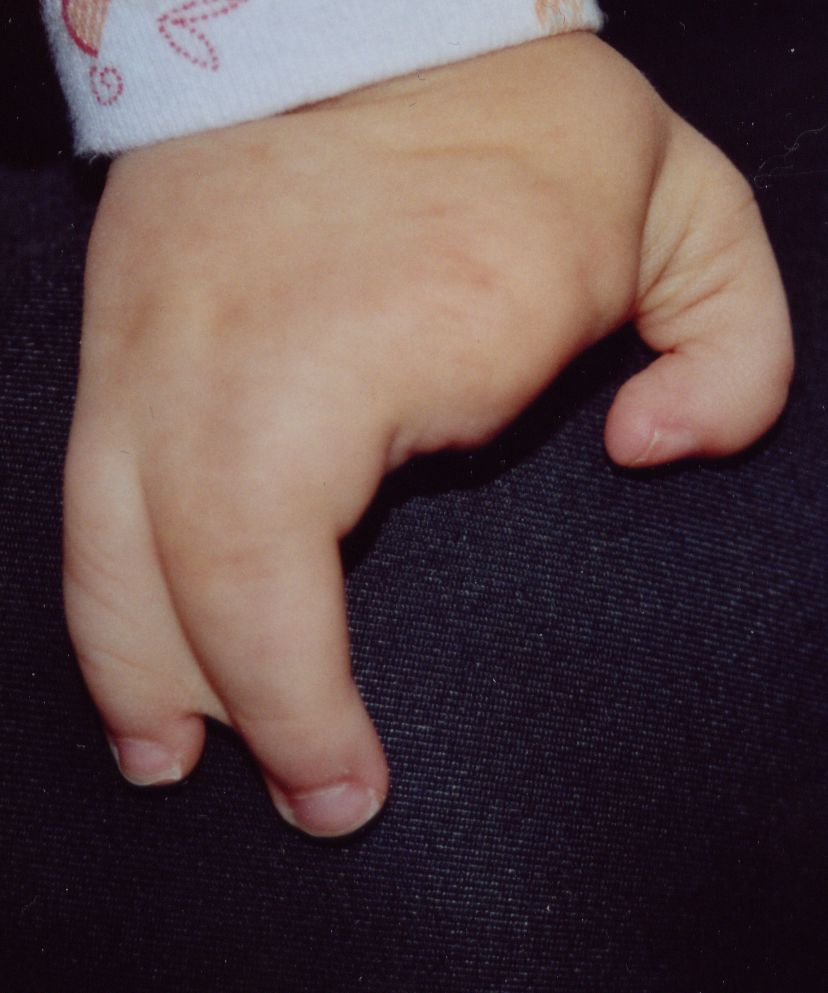
Ectrodactylie in combinatie met syndactylie

Ectrodactylie is de medische term voor een congenitale afwijking aan de vingers waarbij één of meerdere vingers en vingerkootjes ontbreken. Het is een vorm van oligodactylie.
Een van de vormen van ectrodactylie is het fenomeen van de 'krabbehanden' of 'lobster hands'. Deze afwijking kan worden overgeërfd, maar ook als spontane mutatie tijdens de zwangerschap ontstaan.

## Bekende personen met ectrodactylie
- Michail Tal, (Sovjet-Unie), wereldkampioen schaken
- Grady Stiles Jr , (Verenigde Staten)
- Hailey Baldwin, (Verenigde Staten)
- Francesca Jones, (Verenigd Koninkrijk), tennisspeelster